# Antal Yaakobishvili
Antal Yaakobishvili, né le 12 juillet 2004 à Budapest, est un footballeur hongrois qui évolue au poste de défenseur central au FC Andorra, en prêt du Girona FC.

## Biographie

### Carrière en club
Le 29 janvier 2025, il est titularisé pour son premier match en Ligue des Champions, titulaire avec le Girona pour le dernier match de groupe de la campagne 2024-2025 contre le club anglais d'Arsenal.

### En sélection
Déjà titulaire régulier avec l'équipe de Hongrie des moins de 19 ans puis avec les espoirs, Yaakobishvili est appelé fin août 2024 par Marco Rossi en équipe de Hongrie senior, pour un match de Ligue des Nations contre l'Allemagne. Il ne rentre toutefois pas en jeu lors de ce match.

## Statistiques

### En club
| Saison                | Club                  | Championnat           | Championnat | Championnat | Championnat | Coupe(s) nationale(s) | Coupe(s) nationale(s) | Coupe(s) nationale(s) | Compétition(s) continentale(s) | Compétition(s) continentale(s) | Compétition(s) continentale(s) | Compétition(s) continentale(s) | Total | Total | Total |
| Saison                | Club                  | Division              | M.          | B.          | P.d.        | M.                    | B.                    | P.d.                  | Comp.                          | M.                             | B.                             | P.d.                           | M.    | B.    | P.d.  |
| 2023-2024             | Girona FC             | LaLiga                | 1           | 0           | 0           | 2                     | 0                     | 0                     | -                              | -                              | -                              | -                              | 3     | 0     | 0     |
| 2024-2025             | Girona FC             | LaLiga                | 0           | 0           | 0           | 1                     | 0                     | 0                     | C1                             | 1                              | 0                              | 0                              | 2     | 0     | 0     |
| Total sur la carrière | Total sur la carrière | Total sur la carrière | 1           | 0           | 0           | 3                     | 0                     | 0                     | -                              | 1                              | 0                              | 0                              | 5     | 0     | 0     |